# Franz Stieler

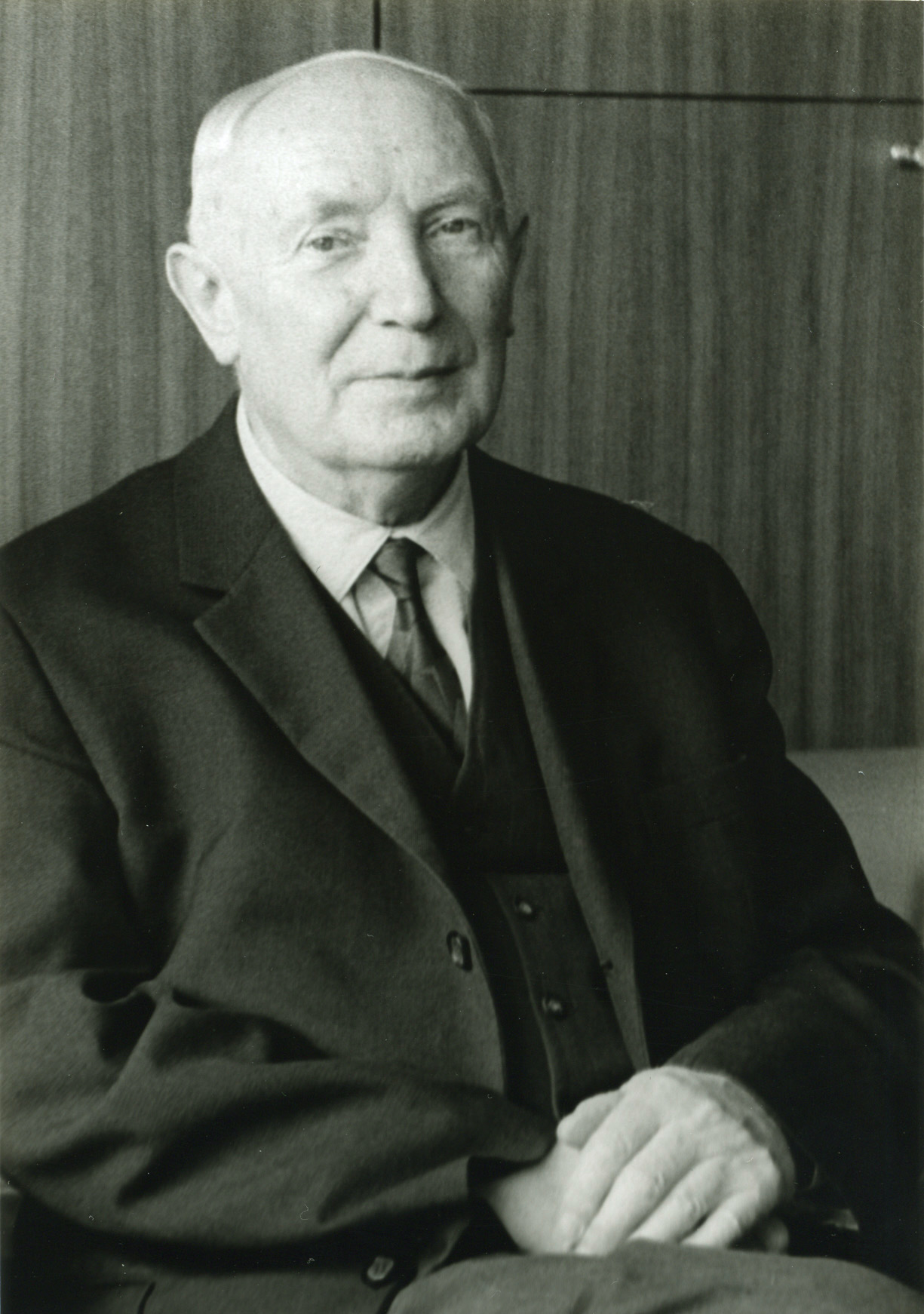
Etwa 1970

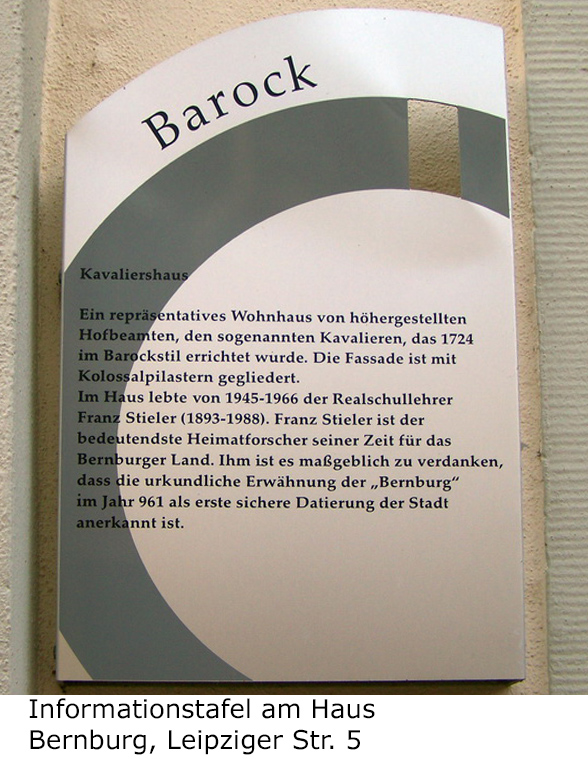
Tafel am Bernburger Kavaliershaus als Wohnort Stielers (1945–1966)

Leopold Friedrich Franz Stieler (* 8. November 1893 in Leopoldshall bei Staßfurt, Krs. Bernburg; † 19. September 1988 in Pinneberg, Schleswig-Holstein) war ein deutscher Mittelschullehrer, Schulleiter, Volkshochschuldozent, Schriftsteller, Geschichts- und Heimatforscher. Er erbrachte den Nachweis für die Ersterwähnung Bernburgs (Saale) im Jahre 961.

## Leben

### Familie
Franz Stieler wurde 1893 als jüngstes Kind des herzoglichen Oberwachtmeisters Louis Stieler und dessen Frau Franziska, geb. Sommerlatte, nach vier Schwestern und einem 17 Jahre älteren Bruder geboren. Mit 13 Jahren verlor er seine Mutter. Als sehr guter Schüler wurde ihm der Besuch des Herzoglich Anhaltischen Landesseminars in Köthen von 1908 bis 1914 ermöglicht.
Am 26. Juli 1919 heiratete er Anna Pauline Johanna Müller (geb. 1898 in Großwirschleben), Tochter einer Hausfrau und eines Schmiedemeisters. Sie unterstützte ihn bei seinen Forschungsarbeiten, besonders in Archiven durch Abschriften zahlreicher alter Dokumente und Urkunden, darunter auch von Archivalien, die beim Bombenangriff auf Zerbst vernichtet wurden. In ihrer jahrelangen Archivarbeit hatte sie so viel Erfahrung gesammelt, dass Archivare sie gelegentlich beim Entziffern alter Dokumente um Hilfe baten.
1936 wurde ihre Tochter Johanna geboren, die an der Humboldt-Universität zu Berlin Kunstgeschichte studierte und danach am Bode-Museum in Berlin tätig war.

### In Großwirschleben, Plötzkau, Jeßnitz
Von 1914 bis 1923 war er in Großwirschleben/Saale im Kreis Bernburg als Volksschullehrer, zeitweilig Kantor und Ortsvorsteher (Bürgermeister) tätig. Als solcher musste er z. B. auch die Notgeldscheine unterschreiben. In den Jahren des Ersten Weltkriegs war ein großer Teil der Bevölkerung an der Versorgung der Frontsoldaten beteiligt. Dazu und zugleich zur Weiterbildung der Beteiligten trug Stieler durch gemeinsam organisierte Sammelaktionen mit seinen Schülern und als Vorleser an Handarbeitsabenden bei.
Von 1918 bis zu ihrem Verbot 1933 war Stieler Mitglied der Deutschen Demokratischen Partei. Er war dort ohne Funktion, aber stets für soziale Gerechtigkeit kämpfend. Friedensliebe und Menschenwürde waren ihm wichtig. Viele Familien der Landbevölkerung hatten etwas Vieh, teilweise auch ein Stück Ackerland, das überwiegend neben der Hausarbeit und Versorgung der Familie von den Frauen zu bewältigen war. Stieler erwähnte wiederholt, dass diese starke Belastung der Frauen nicht entsprechend anerkannt wurde. Diese soziale Einstellung und die herrschenden Standesunterschiede in seinem Umfeld brachten ihm persönliche und finanzielle Schwierigkeiten ein, wenn er einzelnen Personen schriftlich oder im Gespräch half, insbesondere bei Gerichtsverhandlungen, in denen häufig ein Konflikt mit Gutsherren vorlag. Dies führte schließlich 1923 zur Versetzung nach Plötzkau.
Seit Beginn der 20er Jahre schrieb er über Naturbeobachtungen in überregionalen Zeitungen, betrieb Mundart- und Brauchtumsstudien, vertiefte sich in Archivkunde und widmete sich intensiv der Archivforschung. Mit viel Geschick und Erfahrung hat er für mehrere Orte deren erste Erwähnung nachgewiesen, für seine Veröffentlichungen die historischen Beweise erbracht, für viele Personen zum Nachweis ihrer Abstammung die Urkunden gefunden und für die Familien Bruchmüller und Felgentreff einen großen Teil des Stammbaums zusammengetragen. Oberstes Gebot war ihm stets, wissenschaftliche Arbeiten nur auf Quellenkenntnis sowie Auswertung von Literatur und archäologischen Bodenfunden als Beweismittel aufzubauen.
Von 1923 bis 1935 war Stieler Plötzkau als Lehrer an der Volksschule tätig. Daneben studierte er Deutsch, Literatur, Geschichte, Französisch, Englisch, Latein und Kunstgeschichte an den Universitäten Halle und Leipzig und bestand in Halle 1929 die Mittelschullehrer-(Realschullehrer-)Prüfung in Deutsch und Geschichte mit „sehr gut“.
Die Konflikte mit einflussreichen Personen (z. B. war er in der „falschen“ Partei) wurden durch das Erstarken der NSDAP verschärft und führten 1935 zur Zwangsversetzung nach Jeßnitz (Anhalt) bei Dessau, die ihn aus seinem ursprünglichen Tätigkeits- und Forschungsbereich im Kreis Bernburg herausriss. Dazu schrieb er in seinen Aufzeichnungen: „Für die Demokratie bin ich in Rede und Schrift vielfach eingetreten. Meine Tätigkeit in der Gemeindeverwaltung Großwirschlebens und meine Beschäftigung mit kommunalen Fragen brachten mir viele Nebenämter ein und haben mir in der antifaschistisch eingestellten Bevölkerung des Kreises Bernburg starke Sympathien geweckt.“
In Jeßnitz wirkte er anfangs als Volksschullehrer und von 1938 bis 1945 als Mittelschullehrer. Zum Ende des Zweiten Weltkriegs war Stieler zeitweilig Konrektor und Rektor des Jeßnitzer Doppelschulsystems. Wegen einer Herzmuskelschwäche war er für den Wehrdienst nur bedingt tauglich und wurde nicht zum Fronteinsatz eingezogen.

### Rückkehr nach Bernburg
Das Ende des Nationalsozialismus brachte ihm sofort (1945) die ersehnte Rückkehr nach Bernburg (Saale), wo er bis zum Ruhestand 1958 als Pädagoge tätig war. Ab 1946 gestaltete Stieler größere Ausstellungen für die Stadt Bernburg, u. a. „Weihnachten im Brauchtum“, „Revolution 1848–1948“ und „1000 Jahre Bernburg“, wurde auf Empfehlung des Bernburger Oberbürgermeisters durch das Landesmuseum für Vorgeschichte (Halle) 1946 zum ehrenamtlichen Bodendenkmalpfleger im Kreis ernannt. Mit dem Eintritt in die LDPD hoffte er, seine liberal-demokratische Auffassung bewahren zu können und nicht in die SED gedrängt zu werden.
In den Jahren 1947 bis 1951/1952 organisierte er mit dem Museumsleiter Otto Dorn und mit der Hilfe einiger Schüler den Umzug des Stadtmuseums und die Neugestaltung des Museums im Schloss. Im Auftrag des Kulturbundes, in dem er Leiter der Kreiskommission der Natur- und Heimatfreunde und Mitglied der Naturwacht war, hielt er regelmäßig Vorträge. Besondere Freude bereitete ihm die Gestaltung von Schulfeiern, für die er mit Schülern Gedichtrezitationen und Theaterstücke mit großer Hingabe und schauspielerischem Talent einstudierte. Dafür verfasste er beispielsweise ein abendfüllendes Theaterstück, das heimatliches Brauchtum der jährlichen Feste und auch Szenen aus der anhaltischen Sagenwelt zum Inhalt hatte. In den Ferien der Nachkriegsjahre 1947–1949 – Essensbeschaffung und Beschäftigung der Kinder waren in diesen Jahren sehr schwierig – organisierte und leitete er die Erholungsfürsorge für die über 1000 Bernburger Schüler. 
So war Franz Stieler nach dem 2. Weltkrieg führend am Wiederaufbau und der Gestaltung des Kulturlebens in Bernburg beteiligt. Zum Ausgleich betätigte er sich als Hobby-Meteorologe und auf regelmäßigen Wanderungen mit dem Sammeln von Mineralien und historischen Scherben. Die Bodenfunde (Gefäßscherben) und die intensive Archivforschung benötigte er als anerkannter Heimatforscher beispielsweise zur Bestätigung seiner Forschungsergebnisse zu untergegangenen Orten. In seiner wichtigsten Publikation lieferte er den Nachweis für die erste Erwähnung der Stadt Bernburg im Jahre 961. Dieses ließ die Stadt durch mehrere Wissenschaftler wie u. a. Erich Neuß, Hanns Gringmuth-Dallmer und Hartmut Ross auf einem öffentlichen Forum bestätigen, bevor 1961 die Tausendjahrfeier stattfand, denn nur 23 Jahre zuvor wurde „850-Jahre Bernburg“ gefeiert.

### Volkshochschuldozent
Neben seinen auf eigenen wissenschaftlichen Recherchen basierenden Veröffentlichungen steckte Stieler viel Energie in die Tätigkeit als Volkshochschuldozent von 1948 bis 1966. Über 100 Erwachsene und Jugendliche waren der feste Stamm der Kurse in Deutsch, Heimatwissenschaft, Literatur und vor allem Kunstgeschichte. In diesem Rahmen organisierte er als Ergänzung zu den Kursabenden mehr als 250 Fach-Exkursionen per Bus oder auch zu Fuß, bei denen auch prähistorische Scherben auf wüsten (untergegangenen) Dorfstätten gesammelt wurden. Die Tätigkeit als Lehrer, Volkshochschullehrer und das Verfassen vieler Veröffentlichungen nebeneinander wären nicht ohne die Hilfe von Ehefrau und Tochter beim Erstellen von Zeichnungen, Fotodokumentationen und Rahmen der Dias möglich gewesen. Eine der ersten dieser Reisen ging bereits 1949 nach Weimar, weil Stieler ein großer Goethe-Verehrer war. Die Goethe-Zitate „Edel sei der Mensch, hilfreich und gut“ und „Wer immer strebend sich bemüht, den können wir erlösen“ waren seine Lebensphilosophie.

### Umzug nach Schleswig-Holstein
Im Rahmen der Familienzusammenführung zog das Ehepaar Stieler 1966 nach Rellingen nordwestlich von Hamburg. Naturbegeisterung, Wanderlust und wissenschaftliche Neugier erleichterten den Schritt in eine neue Wohngegend. Hatte er sich in Jeßnitz seit einigen Jahren zusehends in die Forschung über den Dreißigjährigen Krieg vertieft, so begann Franz Stieler sich hier dem geschichtlichen Werden des neuen Wohnorts zu widmen. Er fuhr bald in die entsprechenden Bibliotheken und Archive und schrieb zahlreiche Arbeiten über die Geschichte Rellingens und einiger Nachbarorte, die in den Jahrbüchern der Kreisstadt Pinneberg veröffentlicht wurden. 1976 stellte er eine Bibliografie zur Geschichte und Volkskunde dieser Orte zusammen. Er gehörte zu den Gründern des Rellinger Heimatvereins, hielt gelegentlich dort und ab und zu auch in anderen Städten der Bundesrepublik Fachvorträge.
Sein Leben lang widmete Stieler sich immer wieder unterschiedlichen Interessensgebieten. Beispielsweise schrieb er auf Wunsch von Siegfried H. Sichtermann (Schriftleitung) Beiträge für die Jahrbücher des „Freundeskreis Till Eulenspiegel e. V.“ von 1971 bis 1977. Außerdem veröffentlichte er weitere Arbeiten zu Bernburger Themen, denn Stieler konnte bei seinem fabelhaften Gedächtnis bis zu seinem Tod im Jahr 1988 aus einem reichen Wissensschatz schöpfen und pflegte eine Vielzahl an Kontakten nicht nur rund um den späteren Wohnsitz in Schleswig-Holstein, sondern auch mit Freunden, Bekannten, ehemaligen Schülern und Institutionen in Anhalt.

### Nachlass
Der Nachlass umfasst eine umfangreiche Bibliothek mit u. a. regionalgeschichtlicher Literatur, 20–30 Archivkartons mit Auszügen aus archivalischen Quellen, Zeitungsausschnitten und Korrespondenz, alte Zeitungen und eine große Anzahl Dias. Der Nachlass befindet sich im Privatbesitz.
Eine Sammlung von 125 präparierten Vögeln befindet sich seit 1966 als Leihgabe im Schlossmuseum Bernburg. Diese Präparate stammen von Tieren aus der Saaleregion, die überwiegend im Winter 1929 erfroren. Viele prähistorische Scherben und alte Gebrauchsgegenstände stiftete Stieler 1966 vor der Umsiedlung nach Schleswig-Holstein dem Museum Schloss Bernburg.

## Veröffentlichungen (Auswahl)
Seine mehr als 300 Veröffentlichungen umfassen Bücher, Broschüren und Artikel in regionalen und überregionalen Tageszeitungen, wissenschaftlichen Zeitschriften und Jahrbüchern.
- Die beiden Zernitz (= Sonderdruck aus: Serimunt. Jg. 1929, Nr. 21–23.). Paul Dünnhaupt Großdruckerei, Köthen-Anhalt 1930, OCLC 180108381 (30 S.).
- „Gallassische Ruin“. In: Bernburgs ärgste Notzeit im Dreißigjährigen Kriege (= Bernburger Heimathefte. Nr. 1). Teil 1. [Kreis-Kulturamt], [Bernburg] 1931, DNB 363188606 (91 S.).
- Schloß Plötzkau. Die Straf- und Besserungsanstalt Plötzkau (= Schriftenreihe des Köthener Heimatmuseums. Heft 11). Heimatmuseum, Köthen-Anhalt 1931, DNB 362812764 (43 S.).
- Das Hertlingsfest zu Plötzkau. In: Anhalter Kurier. Bernburg 1938 (16 S.).
- Das Wilhelmshospital zu Plötzkau. 275 Jahre einer segensreichen Stiftung. In: Anhalter Kurier. Bernburg 1938, OCLC 180108392 (15 S.).
- Eine Relation des kaiserlichen Generals Graf Gallas über seinen Marsch in Holstein im Sommer des Jahres 1644. In: Zeitschrift der Gesellschaft für Schleswig-Holsteinische Geschichte. Hrsg.: Volquart Pauls. Band 70/71 (1943). Karl Wachholtz Verlag, Neumünster 1943, ISSN 0072-4254, S. 247–283 (zu Matthias Gallas; auch als Sonderdruck).
- 1848 Revolution in Anhalt-Bernburg. Otto Dornblüth Nachf. Inh. Gustav Kunze, Bernburg 1948, Nachdruck: Hrsg.: Verein der Freunde und Förderer der Kulturstiftung Bernburg e. V., Salzland Druck, Bernburg 1999, ISBN 3-9805532-5-6.
- Die Leuchte des Bernburger Schlosses (= Bernburger Heimathefte. Heft 1). Hrsg.: Arbeitsgemeinschaft zur Erforschung der Geschichte des Kreises Bernburg. Volksdruckerei Ostharz, Werk Bernburg 1953, OCLC 174839755 (11 S.).
- Die Entstehung des Renaissanceschlosses Bernburg (= Arbeitsgemeinschaft zur Erforschung der Geschichte des Kreises Bernburg [Hrsg.]: Bernburger Heimathefte. Nr. 2). Arbeitsgemeinschaft zur Erforschung der Geschichte des Kreises Bernburg, Bernburg 1954, OCLC 246091131 (55 S.).
- Das Saaletal zwischen Rothenburg und Bernburg. In: Das untere Saalegebiet (= Arbeitsgemeinschaft zur Erforschung der Geschichte des Kreises Bernburg [Hrsg.]: Bernburger Heimathefte. Band 3). Band 1. Volksdruckerei Ostharz, Werk Bernburg, Bernburg 1954, OCLC 174839783 (64 S.).
- Heimatliches Weihnachtsbuch I (= Arbeitsgemeinschaft zur Erforschung der Geschichte des Kreises Bernburg [Hrsg.]: Bernburger Heimathefte. Nr. 4). Arbeitsgemeinschaft zur Erforschung der Geschichte des Kreises Bernburg, [Bernburg] 1955, DNB 104252775X (18 S., Reprint, 2002, DNB 1113891017).
- Das Dessauer Land in der zweiten Hälfte des Dreißigjährigen Krieges. Hrsg.: Rat der Stadt Dessau und Deutscher Kulturbund. Sonderdruck aus: Dessauer Kulturspiegel. Hrsg. vom Rat der Stadt Dessau, Sachgebiet Kunst- und Kulturelle Massenarbeit. Rotation, Dessau 1959, DNB 015331474 (55 S.).
- Wann tritt Bernburg in das Licht der Geschichte? (= Beiträge zur Geschichte von Stadt, Burg und Land Bernburg. Teil 1). Rat der Stadt, Bernburg 1961, DNB 454886268 (127 S.).
- Aderstedt – Ein Überblick über die Geschichte des Dorfes. In: 900 Jahre Aderstedt. Hrsg.: Rat der Gemeinde Aderstedt, 1963, OCLC 258162950, S. 5–37.
- Beiträge zur Geschichte Rellingens. 1. Entwicklung von Ort und Flur während der letzten Jahrhunderte. In: Heimatverband für den Kreis Pinneberg e. V. (Hrsg.): Jahrbuch des Kreises Pinneberg. A. Beig Verlag, 1971, ISSN 0448-150X, S. 138–160.
- Beiträge zur Geschichte Rellingens und einiger Nachbarorte. 2. Die Zeit des Kapiteldorfs von 1140–1564. In: Heimatverband für den Kreis Pinneberg e. V. (Hrsg.): Jahrbuch des Kreises Pinneberg. A. Beig Verlag, 1972, ISSN 0448-150X, S. 22–45.
- Beiträge zur Geschichte Rellingens und einiger Nachbarorte. Eine erweiternde Betrachtung zum Werden des Ortes zwischen 1100 und 1600. In: Heimatverband für den Kreis Pinneberg e. V. (Hrsg.): Jahrbuch des Kreises Pinneberg. A. Beig Verlag, 1973, ISSN 0448-150X, S. 150–163.
- Beiträge zur Volkskunde des alten Bernburger Landes. In: Renaissance eines Landes. Hrsg.: Museum Schloss Bernburg. [Red. Ottomar Träger.] Salzland Druck, Bernburg 1991, OCLC 174620571, S. 79–118.

Mitarbeit an folgenden Büchern:
- Georg Bruchmüller: Sippen meiner Ahnen und ihre engere Heimat. Die Geschichte eines deutschen Handwerker- und Bauerngeschlechts. [Selbstverlag] Oberst a. D. G. Bruchmüller, [B(erlin) Dahlem] 1938, DNB 579260933.
- Wilhelm Felgentreff (Hrsg.): Ur-Kunde (Familien-Geschichte) der Groß-Familie Felgentreff. Erster Teil. [Selbstverlag des Hrsg.] Schön, München 1971, DNB 730491293.
- Beiträge zur Heimatkunde des Kreises Bernburg. Hrsg.: Pädagogisches Kreiskabinett des Kreises Bernburg. 1957, S. 18, 33–40, 43–48, 68, 79–82, 129.
- Fritz Kühnlenz: Burgenfahrt im Saaletal. Heimatgeschichte wandernd erlebt. 2. Auflage. VEB Greifenverlag, Rudolstadt 1966, DNB 457312513 (481 S.; 11964, Nachauflagen).

Abhandlungen in großer Zahl über Themen aus Geschichte, Brauchtum, Sprachwissenschaft, Geografie, Natur und Kunst erschienen in Kalendern, Jahrbüchern, Zeitungen und Zeitschriften. Sein besonderes Interesse galt den Schrecken des Dreißigjährigen Krieges:
- Bernburger Kalender. Hrsg.: Kulturamt des Kreises Bernburg. 3. bis 17. Jg. Verlag von Gustav Kunze (Otto Dornblüth Nachf.), Bernburg 1928–1942, DNB 01298132X, DNB 012981338.
- Bernburger Heimatkalender. Arbeitsgemeinschaft zur Erforschung der Geschichte des Kreises Bernburg (Hrsg.), Volksdruckerei Ostharz, Werk Bernburg, 1955–1958 (uni-frankfurt.de [Titelaufnahme]).
- Der Bär. Heimathefte für Stadt und Land Bernburg. Kulturbund zur demokratischen Erneuerung Deutschlands (Hrsg.). 1957 ZDB-ID 29706-9.
- Eulenspiegel Jahrbuch. Freundeskreis Till Eulenspiegel e. V. (Hrsg.). Karl Wachholtz Verlag, Neumünster 1968–1977, ISSN 0531-2159.
- Heimatverband für den Kreis Pinneberg e. V. (Hrsg.): Jahrbuch des Kreises Pinneberg. A. Beig Verlag, ISSN 0448-150X (Beiträge in den Jahren 1974–1980; Jahre 1971–1973 siehe oben unter Veröffentlichungen).

Historische Beiträge in Festschriften für Ortsjubiläen:
- 800-Jahrfeier Bernburg. 11.–19. Juni 1938. Festschrift. Trommler, Bernburg 1938, OCLC 179749843, S. 96–99.
- 1000 Jahre Bernburg. [Rat der Stadt], Bernburg 1961, OCLC 450407675, S. 9–19.
- 1000 Jahre Trebnitz (an der Saale). 1961.
- 900 Jahre Aderstedt. Hrsg.: Rat der Gemeinde Aderstedt. Aderstedt 1963, OCLC 258162950.

Aufsätze in Zeitungen:
- Serimunt. Blätter des Vereins Heimatmuseum für Stadt und Kreis Köthen (Anhalt) e. V. 1927–1935, ZDB-ID 1392825-9.
- Anhalter Kurier. Anhalter Kurier Verlag, Bernburg 1927–1942, ZDB-ID 2505470-3.
- Der Bär. Beilage zum Anhalter Kurier, Bernburg 1925–1939, ZDB-ID 2505478-8.
- LDZ (Liberal-Demokratische Zeitung). 1949–1963, ZDB-ID 43264-7.

Manuskripte:
- Wörlitz – Sein Park und seine Bauten. Bernburg 1964 (37 S.).
- Bibliografie. Autoren und Arbeiten zur Geschichte und Volkskunde Rellingens und seiner Nachbarorte. Rellingen 1976 (16 S.).